# Округ Ајхах-Фридберг
Округ Ајхах-Фридберг је округ у немачкој држави Баварска. Налази се источно од Аугзбурга. Река Лех чини западну границу округа.  
Површина округа је 781 км². Крајем 2023. имао је 138.607 становника. Има 24 општине, од којих је седиште управе у месту Ајхах.